# Circuito de Albert Park
El circuito de Albert Park, también llamado circuito de Melbourne, es un circuito  de carreras que se monta en los alrededores del lago Albert Park, al sur de la ciudad de Melbourne, Australia. Alberga anualmente desde 1996 el Gran Premio de Australia de Fórmula 1 y una ronda del Supercars Championship, entre otros eventos.
A pesar de ser un trazado urbano (o semiurbano, ya que muchas de las calles han sido remodeladas con el Gran Premio en mente), la pista es relativamente ancha y rápida.  El circuito es bastante liso en comparación con otras pistas de la máxima categoría. 
A pesar de la popularidad del evento, muchos habitantes locales tienen sus reparos respecto al mismo debido al movimiento generado, al ruido y al dinero invertido que, afirman, bien podría usarse para construir un circuito permanente alejado de las zonas residenciales.  Esto provoca varias manifestaciones contrarias a la realización de la carrera cada año con motivo del Gran Premio.

## Historia
El circuito de Albert Park deriva del lugar donde se encuentra, un parque urbano de gran extensión con un lago. Dicho lago ha contado desde el principio con un camino que lo rodea. Las primeras ideas para usar este camino como circuito para diferentes competiciones data incluso de antes de la Segunda Guerra Mundial. No fue sino hasta los años 1950 cuando se logró llevar carreras al circuito. Este trazado original se utilizó unos pocos años.
Un nuevo circuito se diseño en los años 90 para albergar al Gran Premio de Australia de Fórmula 1. Se diagramó un nuevo trazado y se cambió el sentido de giro, que hasta entonces era antihorario.
El Gran Premio de Australia en Albert Park atrae regularmente a más de 270,000 espectadores, alcanzando un récord de 452,055 asistentes en 2024, incluidos 132,106 el día de la carrera. El contrato actual del Gran Premio en Albert Park se extiende hasta 2035.

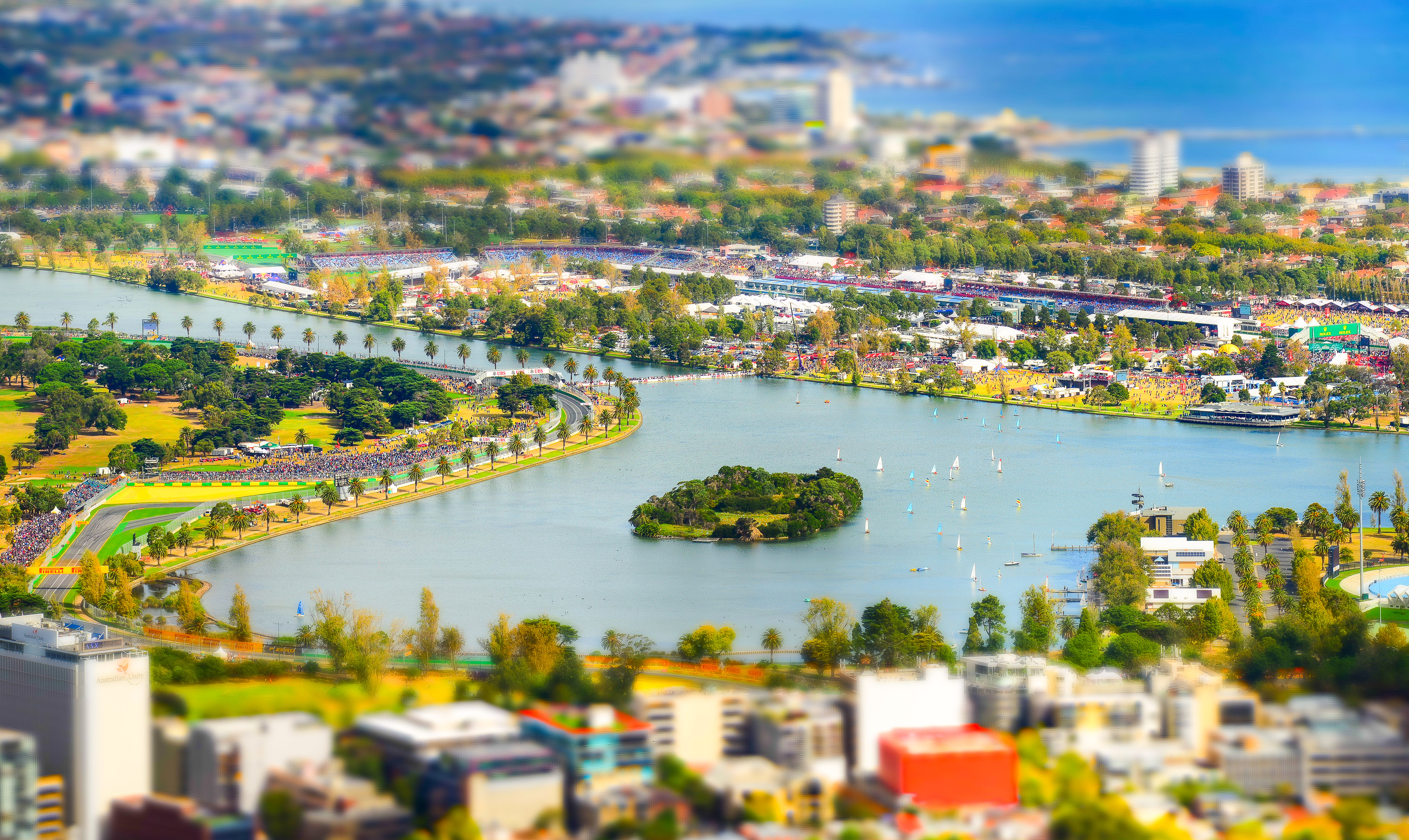
El circuito visto desde la Eureka Tower.

Tras la postergación del evento en 2021 debido a la pandemia de COVID-19, el circuito experimentó importantes modificaciones. La más destacada fue la reconfiguración de las curvas 9-10 en una rápida secuencia de derecha-izquierda hacia las curvas 11-12. Además, se ensanchó el carril de pits en 2 metros y se rediseñó la curva 13, junto con ajustes en otras curvas.
Además de la Fórmula 1, el circuito alberga carreras de Fórmula 2 y Fórmula 3 desde 2023, de Supercars Championship y de la Copa Porsche Carrera Australia, entre otros. El evento de Supercars era tradicionalmente no puntuable para el campeonato, hasta 2018.

## Ganadores

### V8 Supercars
| Año                                 | Piloto            | Coche               | Equipo         |
| ----------------------------------- | ----------------- | ------------------- | -------------- |
| 1996                                | Peter Brock       | Holden Commodore VR | Holden         |
| V8 Supercar Showdown                |                   |                     |                |
| 1997                                | Russell Ingall    | Holden Commodore VS | Perkins        |
| 1998                                | Russell Ingall    | Holden Commodore VS | Perkins        |
| 1999                                | Craig Lowndes     | Holden Commodore VT | Holden         |
| 2000                                | Mark Skaife       | Holden Commodore VT | Holden         |
| 2001                                | Paul Radisich     | Ford Falcon AU      | Dick Johnson   |
| 2002                                | Craig Lowndes     | Ford Falcon AU      | Gibson         |
| 2003                                | Russell Ingall    | Ford Falcon AU      | Stone Brothers |
| V8 Supercar GP 100                  |                   |                     |                |
| 2004                                | Jason Bright      | Holden Commodore VY | Paul Weel      |
| 2005                                | Mark Skaife       | Holden Commodore VZ | Holden         |
| 2006                                | Steven Richards   | Holden Commodore VZ | Perkins        |
| 2007                                | No se disputó.    | No se disputó.      | No se disputó. |
| V8 Supercar Manufacturers Challenge |                   |                     |                |
| 2008                                | Garth Tander      | Holden Commodore VE | Holden         |
| 2009                                | Craig Lowndes     | Ford Falcon FG      | Triple Eight   |
| V8 Supercar GP Challenge            |                   |                     |                |
| 2010                                | Garth Tander      | Holden Commodore VE | Holden         |
| 400 km de Albert Park               |                   |                     |                |
| 2011                                | Jamie Whincup     | Holden Commodore VE | Triple Eight   |
| V8 Supercars Albert Park Challenge  |                   |                     |                |
| 2012                                | Mark Winterbottom | Ford Falcon FG      | Ford           |
| 2013                                | Fabian Coulthard  | Holden Commodore VF | Brad Jones     |
| 2014                                | Scott McLaughlin  | Volvo S60           | Volvo Polestar |
| 2015                                | Mark Winterbottom | Ford Falcon FG      | Prodrive       |

### Campeonato de Fórmula 2 de la FIA
| Año  | Piloto         | Escudería     | Fecha       | Resultados |
| ---- | -------------- | ------------- | ----------- | ---------- |
| 2023 | Dennis Hauger  | MP Motorsport | 1 de abril  | Resultados |
| 2023 | Ayumu Iwasa    | DAMS          | 2 de abril  | Resultados |
| 2024 | Roman Staněk   | Trident       | 23 de marzo | Resultados |
| 2024 | Isack Hadjar   | Campos Racing | 24 de marzo | Resultados |
| 2025 | Joshua Dürksen | AIX Racing    | 15 de marzo | Resultados |
| 2025 | Cancelada      | Cancelada     | 16 de marzo | Resultados |

### Campeonato de Fórmula 3 de la FIA
| Año  | Piloto               | Escudería             | Fecha       | Resultados |
| ---- | -------------------- | --------------------- | ----------- | ---------- |
| 2023 | Zak O'Sullivan       | Prema Racing          | 1 de abril  | Resultados |
| 2023 | Gabriel Bortoleto    | Trident               | 2 de abril  | Resultados |
| 2024 | Martinius Stenshorne | Hitech Pulse-Eight    | 23 de marzo | Resultados |
| 2024 | Dino Beganovic       | Prema Racing          | 24 de marzo | Resultados |
| 2025 | Santiago Ramos       | Van Amersfoort Racing | 15 de marzo | Resultados |
| 2025 | Rafael Câmara        | Trident               | 16 de marzo | Resultados |